# Walentin Nikolajewitsch Parmon

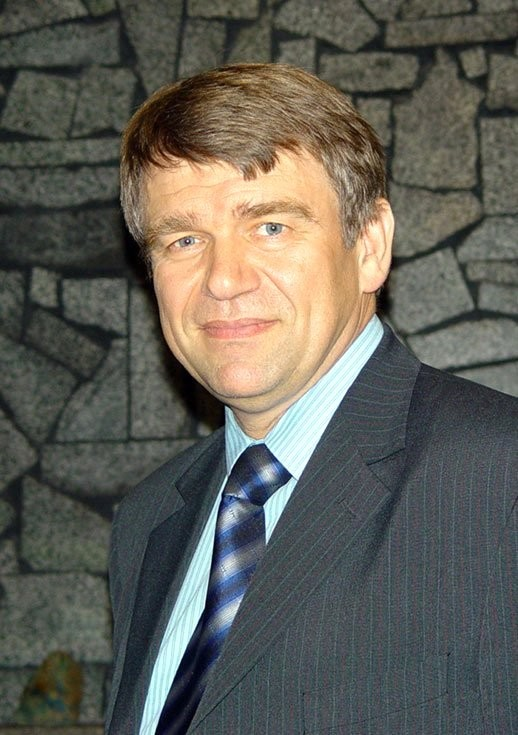
Walentin Nikolajewitsch Parmon (2010)

Walentin Nikolajewitsch Parmon (russisch Валентин Николаевич Пармон; * 18. April 1948 in Brandenburg an der Havel) ist ein russischer Chemiker und Hochschullehrer.

## Leben
Parmon, Sohn eines Offiziers der Roten Armee, schloss 1972 sein Studium an der Fakultät für Molekülphysik und Chemische Physik des Moskauer Instituts für Physik und Technologie ab. Darauf war er Aspirant und wurde 1975 zum Kandidaten der physikalisch-mathematischen Wissenschaften promoviert. Dann arbeitete er im Moskauer Institut für chemische Physik der Akademie der Wissenschaften der UdSSR (AN-SSSR, ab 1991 Russische Akademie der Wissenschaften (RAN)) als wissenschaftlicher Mitarbeiter.
1977 wechselte Parmon auf Initiative Georgi Konstantinowitsch Boreskow mit einer Gruppe von Wissenschaftlern zur Sibirischen Abteilung (SO) der AN-SSSR in Nowosibirsk und arbeitete im Laboratorium für Mechanismen der katalytischen Reaktionen. 1984 wurde er Leiter des Laboratoriums für katalytische Methoden der Sonnenenergieumwandlung. 1985 wurde er zum Doktor der chemischen Wissenschaften promoviert und zum wissenschaftlichen Vizedirektor des Katalyse-Instituts der SO der AN-SSSR im Nowosibirsker Akademgorodok und Vizegeneraldirektor des Gemeinschaftsunternehmens MNTK Katalysator ernannt. 1991 wurde er Korrespondierendes Mitglied der RAN. 1995 wurde Parmon Direktor des Katalyse-Instituts als Nachfolger Kirill Iljitsch Samarajews und 1996 Generaldirektor des MNTK Katalysator. 1997 wurde er Wirkliches Mitglied der RAN und Generaldirektor des Vereinigten Katalyse-Instituts. Daneben lehrte er als Professor am Lehrstuhl für Physikalische Chemie der Universität Nowosibirsk. Er ist Mitglied des Präsidiums der Russischen Mendelejew-Gesellschaft für Chemie.
Parmon lieferte wichtige Beiträge zur Katalyse und Photokatalyse insbesondere im Hinblick auf die Gewinnung von Wasserstoff aus Wasser durch Sonnenstrahlung, zur chemischen Kinetik fester Phasen, zur Photosynthese, zur chemischen Infrarotspektroskopie, zu chemischen Methoden der Energieumwandlung und zur Thermodynamik von Nichtgleichgewichtssystemen sowie zur Nutzung neuartiger und erneuerbarer Energien. Er führte die Entwicklung der katalytischen Prozesse für die Kraftstoffproduktion entsprechend Euro 4 und Euro 5. Auch wurden katalytische Prozesse zur effektiven Verbrennung von Stoffen mit geringem Brennwert entwickelt, die zur Energiegewinnung aus Klärschlamm benutzt werden können. Er ist Autor bzw. Coautor von mehr als 800 Fachaufsätzen, 7 Monografien und 7 Lehrbüchern. Er ist Titularmitglied der International Union of Pure and Applied Chemistry und russischer Vertreter in der European Federation of Catalysis Societies (EFCATS).
Seit 2010 ist Parmon Mitglied des wissenschaftlichen Konsultativrats der Stiftung Skolkowo. 2017 wurde er Vorsitzender der SO der RAN als Nachfolger Alexander Leonidowitsch Assejews und Vizepräsident der RAN.
2012 wurde er zum ordentlichen Mitglied der Academia Europaea gewählt.

## Ehrungen, Preise
- Orden der Ehre (1999)[8]
- The Michel Boudart Award for the Advancement of Catalysis der EFCATS (2005)
- Verdienstorden für das Vaterland IV. Klasse (2007)
- Francysk-Skaryna-Medaille der Republik Belarus (2009)
- Staatspreis der Russischen Föderation (2009)[9]
- Ehrenbürger der Oblast Nowosibirsk (2012)[10]
- Global Energy Prize (2016)[2][11]